# Дуйсенов, Кайрат Сансызбаевич
Кайра́т Сансызба́евич Дуйсе́нов (каз. Қайрат Сансызбайұлы Дүйсенов; род. 20 января 1981) — казахстанский тхэквондист. Член сборной Казахстана по таэквондо на чемпионате мира 2003 года. С 8 ноября 2021 года вице-президент федерации тхэквондо Казахстана по спортивным вопросам. 

## Биография
Дуйсенов Кайрат родился 20 января 1981 года, в Туркестанской области, в городе Шымкент. Кайрат является мастером спорта международного класса по тхэквондо. В прошлом, член Национальной сборной Казахстана по тхэквондо. Обладатель 3-го дана в этом виде восточных единоборств. 
10-ти кратный чемпион Казахстана и международных турниров.
Общественный деятель, спортивный функционер и один из основателей частного спортивного клуба «Алем», расположенного в городе Шымкент.
С начала 2021 года вице-президент федерации бокса города Алматы.
8 ноября 2021 года назначен на должность вице-президента федерации тхэквондо Казахстана по спортивными вопросам. 

## Образование
Окончил среднею школу №7 им. Карсыбай Спатаева, город Шымкент. Республика Казахстан. 1997 год.
Окончил Шымкентский колледж экономики и права им. Манапа Утебаева с отличием, получил красный диплом. 1997-1999 годы.
Окончил Казахскую государственную юридическую академию (КазГЮА), имени Шайкенова Н. А. город Шымкент, Республика Казахстан. 1999-2003 годы. 
Имеет высшее образование.

## Тренеры
Кайрат тренировался у таких тренеров как:
Султанмахмут Шокбытов - обладатель Кубка СССР, чемпион России по тхэквондо;
Кабдрашев Мустахим Саленович - бывший тренер Национальной сборной Казахстана по тхэквондо.

## Спортивная биография Дуйсенова Кайрата
- призер первого "Чемпионата мира среди юниоров"  в Барселоне, Испания (1996 год);
- призер 14-го "Чемпионата мира по тхэквондо" среди взрослых,  в Эдмонте, Канада (1999 год);
- призер "Чемпионата Азии по тхэкводо" среди взрослых в Гонкконге, КНР (2000 год);
- призер "Чемпионата мира по тхэквондо" в Чеджу, Республика Корея (2001 год);
- Чемпион "Первой Спартакиады народов РК" Шымкенте, Казахстан (2001 год);
- призер "XIV Летних Азиатских Игр" в Пусане, Корея (2002 год);
- призер "Кубка мира по тхэквондо" среди взрослых в Токио, Япония (2002);
- призер "Чемпионата Азии", в городе Амман, Иордания (2002 год);
- призер 16-го "Чемпионата мира по тхэквондо" в Гармиш-Партенкирхене, Германия (2003 год);
- Чемпион 5-х "Центральноазиатских Игр" в Душанбе, Таджикистан (2003 год);[9]
- Серебряный призер международного турнира Open Iran в Тегеране (Иран) (2003 год)